# Дейли, Рейчел
Рейчел Дейли (англ. Rachel Daly; род. 6 декабря 1991, Харрогит, Норт-Йоркшир) — британская футболистка, нападающий. В составе сборной Англии чемпионка Европы 2022 и вице-чемпионка мира 2023 года. С клубом «Лидс Юнайтед» обладательница Кубка Премьер-лиги Футбольной ассоциации (Англия) в сезоне 2009/2010, в составе клуба «Хьюстон Дэш» обладательница Кубка вызова NWSL (США) 2020 года и его самый ценный игрок, в составе клуба «Астон Вилла» лучший бомбардир и игрок года по итогам голосования игроков Женской суперлиги (Англия) в сезоне 2022/2023.

## Биография
Родилась в Харрогите в декабре 1991 года в семье Мартина И Луизы Дейли. Училась играть в футбол у отца Мартина и старшего брата Энди, выступала за местную команду мальчиков «Киллингхэм Номадс» до 12 лет, после чего продолжала играть за только что сформированную одноимённую команду девочек. Обратила на себя внимание скаутов клуба «Лидс Юнайтед» и получила приглашение заниматься в его центре высоких достижений.
В 2008 году выступала за сборную девушек Англии (до 17 лет) на чемпионате Европы в Швейцарии (где во время соревнований сдавала экзамены на аттестат о среднем образовании) и чемпионате мира в Новой Зеландии. На обоих турнирах финишировала с английской командой на 4-м месте.
К 17 годам Дейли была включена в состав основной женской команды «Лидс Юнайтед»; в феврале 2010 года она была заявлена в числе запасных за этот клуб в финале Кубка Премьер-лиги Футбольной ассоциации, но на поле не вышла, и сокомандницы завоевали трофей без её участия. Это достижение, однако, совпало по времени с решением о ликвидации женской команды «Лидса» из-за отсутствия финансирования. Перед началом сезона 2011/2012 женская команда клуба «Линкольн Сити», получившая право на выступление в женской Суперлиге, подписала контракты с рядом игроков «Лидса», включая Дейли, и та играла за новый клуб в двух сезонах, проведя в общей сложности 24 игры лиги и забив в них 4 гола.
В 2012 году поступила в нью-йоркский Университет Сент-Джонс на специальность «спортивный менеджер». В первый год учёбы не могла выступать за сборную университета, поскольку уже играла в сезоне 2012 года за Линкольн, однако во второй год уже выходила на поле в стартовом составе сборной 21 раз и забила 23 гола, установив новый рекорд вуза. Под руководством английского тренера Иэна Стоуна проделала путь из защиты, где выступала до этого времени, в центр нападения. В следующие два года продолжала оставаться одним из ключевых игроков «Ред Сторм» и окончила выступления за университетскую сборную с 50 голами и 11 результативными передачами в 60 матчах. Дважды пробивалась с командой университета в национальный турнир NCAA, включалась в символические сборные NCAA, в последний год учёбы признана лучшей спортсменкой конференции Big East, дважды (во второй и четвёртый год учёбы) также признавалась лучшим игроком нападения конференции.
В перерыве между занятиями в 2013 году играла за клуб любительской Женской футбольной премьер-лиги «Лос-Анджелес Страйкерс», включена в символическую сборную Западной конференции этой лиги по итогам сезона 2013. В дальнейшем играла ещё в двух калифорнийских клубах — «Пали Блюз» и «СоКал». В январе 2016 года выбрана (под общим 6-м номером) в университетском драфте Национальной женской футбольной лиги (NWSL) клубом «Хьюстон Дэш». По словам бывшего тренера клуба Рэнди Уолдрама, он придавал этому выбору первостепенное значение, высоко оценив способность Дейли создавать опасные моменты у ворот соперниц. Свой первый мяч за «Хьюстон» забила в дебютном матче с этой командой, 16 апреля 2016 года. Выступала за «Хьюстон» до 2022 года. За это время неоднократно становилась лучшим бомбардиром клуба — в сезоне 2017 с пятью голами, в следующем году с десятью и в 2021 году с девятью. По итогам сезонов 2018 и 2021 занимала соответственно 4-е и 2-е места в списках бомбардиров лиги. В 2018 году трижды включалась в символические сборные месяца в NWSL. В 2020 году, когда регулярный чемпионат NWSL был отменён из-за пандемии COVID-19, завоевала с «Хьюстоном» Кубок вызова лиги, забив 3 гола и сделав 2 голевых передачи; стала лучшим бомбардиром турнира и была признана его самым ценным игроком. В апреле 2021 года, забив свой 29-й гол в играх «Хьюстона» в NWSL, стала самым результативным бомбардиром за всю историю клуба.
В июне 2016 года дебютировала в составе национальной сборной Англии в матче против команды Сербии, отметившись голом. В отличие от клубных команд, тренеры сборной Англии, располагая большим количеством нападающих (включая Эллен Уайт, Никиту Пэррис, Джоди Тейлор, а позже также Алессию Руссо), продолжали использовать Дейли в защите. В этом качестве она играла под руководством Фила Невилла, а затем Хеге Риисе и в первые годы руководства Сарины Вигман, подчёркивая, что готова занимать на поле ту позицию, которая нужна тренеру. В 2019 году выиграла со сборной Англии пригласительный турнир SheBelieves Cup, проводившийся в США. Выступала также за сборную Великобритании в олимпийском турнире в Токио, где участвовала во всех четырёх матчах команды.
Осенью 2020 года Дейли вернулась в Англию, где клуб Женской суперлиги «Вестхэм Юнайтед» арендовал её у «Хьюстона». Она провела с «Вестхэмом» 12 матчей в разных соревнованиях, забила за это время 5 голов и отдала 5 голевых передач. Сезон 2022 года в NWSL начала с четырьмя голами в шести матчах, прежде чем отправиться в распоряжение сборной Англии для участия в чемпионате Европы. На родной земле отыграла в стартовом составе сборной все шесть игр на позиции левого защитника и завоевала с командой чемпионское звание. После этого в августе 2022 года права на футболистку у «Хьюстона» приобрёл клуб Женской суперлиги «Астон Вилла».
В сезоне 2022/2023, в свой первый год в «Астон Вилле», Дейли провела 30 матчей во всех турнирах и забила 30 голов, в том числе 22 гола в Женской суперлиге. Этот результат стал повторением рекорда лиги, установленного в сезоне 2018/2019 Вивианне Мидема. Дейли была признана футболисткой года по итогам голосования игроков Женской суперлиги. После этого тренер сборной Англии Сарина Вигман зарезервировала за Дейли футболку под номером 9, что символизировало её расставание с защитой и переход в более атакующие порядки. На чемпионате мира 2023 года завоевала со сборной Англии серебряные медали, забив один гол в ворота сборной КНР.

## Награды
- Член ордена Британской империи (13 июня 2025 года)[15]